# Алиосман Имамов
Алиосман Ибраим Имамов е български учен и политик от Движението за права и свободи. Избран е за заместник-председател на Народното събрание на 12 ноември 2013 г.

## Биография
Роден е в Абланица, Гоцеделчевско. Бивш заместник-председател на ДПС. Народен представител е от 2001 г., когато води листата на ДПС с името Арсо Бинков Манов. През март 2003 г. си връща старото име Алиосман Ибраим Имамов отпреди Възродителния процес. Това прави и съпругата му, която от Милена Аленова Манова се преименува на Метаанет Алириза Имамова.
Завършва Икономическия техникум в Благоевград и висше образование по специалност „Статистика“ в Университета за национално и световно стопанство. Преподавател е в катедра „Статистика и иконометрия“ на Факултет „Приложна информатика и статистика“ в УНСС от 1981 г. Доктор по икономика (1987), доцент (1996). От 27 октомври 2014 г. е заместник-председател на XLIII народно събрание.
Владее руски и английски език. Женен е, има 2 деца – син Александър и дъщеря Биляна.
Умира на 11 юни 2025 година.